# 杜蘭大學
路易斯安那杜兰大学（英語：Tulane University of Louisiana），通称杜兰大学（英語：Tulane University），成立于1834年，是美国路易斯安那州新奥尔良市的一所私立研究型大學。

## 历史
杜兰大学的前身为成立于1834年的路易斯安那医学院（Medical College of Louisiana），是美国南部第二个医学院。1847年，医学院被州议会改建为路易斯安那大学（University of Louisiana）。1861年学校因为美国南北战争而关闭。1865年重新招生。
1882年，新奥尔良商人保尔·杜兰（Paul Tulane）捐献了市价超过一百万美金的房地产作为教育基金，并设立杜兰教育基金委员会（Board of Administrators of the Tulane Educational Fund）监管资金使用。1884年州议会通过决议将大学的监管权移至杜兰教育基金委员会，路易斯安那大学从此转为私立并更名为杜兰大学。
1885年，杜兰大学设立研究生院。1894年，杜兰大学设立工程学院，即现在的理学院。同年杜兰大学搬迁至目前在uptown的校区。1914年杜兰大学设立商学院，是当时美国南部最早的商学院。随后，杜兰大学陆续成立了其他学院。
2005年，由于卡特里娜飓风杜兰大学取消了秋季课程。2006年在灾后重新开课，有93%的学生重新返回了校园。

## 学院
学校共设有九大学院：
- 商学院（A. B. Freeman School of Business）
- 建筑学院（School of Architecture）
- 继续教育学院（School of Continuing Studies）
- 法学院
- 文学院（School of Liberal Arts）
- 医学院（School of Medicine）
- 公共衛生与热带医学院（School of Public Health and Tropical Medicine）
- 理学院（School of Science and Engineering）
- 社会工作学院（School of Social Work）

## 學術
杜兰大学是美国南部历史悠久的頂尖私立大学。学校提供诸多专业领域的教育和研究，近年来该学校更以其商学院和医学院而闻名。该校的商学院拥有全美唯一设在学校的能源类证券交易中心（Energy Equity Trading Center），其金融方向的工商管理硕士在2008年被金融时报评为全球排名第十的金融学习项目。该校的公共衛生与热带医学院拥有全美历史最悠久的公共衛生课程以及全美唯一的热带医学院。

## 排名
| 綜合排名              | 綜合排名  |
| 全球名次              | 全球名次  |
| --------------------- | --------- |
| 《QS》主排名          | 638 (tie) |
| 《泰晤士》主排名      | 401–500   |
| 《美國新聞》全球版    | 408       |
| 全国名次              |           |
| 《華爾街》/《泰晤士》 | 71        |
| 《福布斯》            | 220       |
| 《美國新聞》本地版    | 63 (tie)  |
| 《華盛頓月刊》        | 431       |

| Biological Sciences    | 98  |
| Business               | 74  |
| Chemistry              | 106 |
| Earth Sciences         | 103 |
| Economics              | 72  |
| Engineering            | 109 |
| English                | 85  |
| Fine Arts              | 135 |
| Health Care Management | 17  |
| History                | 63  |
| Law                    | 54  |
| Mathematics            | 74  |
| Physics                | 100 |
| Political Science      | 89  |
| Psychology             | 148 |
| Public Health          | 13  |
| Social Work            | 36  |
| Sociology              | 87  |

| Biology & Biochemistry           | 399 |
| Cardiac & Cardiovascular Systems | 214 |
| Clinical Medicine                | 199 |
| Immunology                       | 238 |
| Molecular Biology & Genetics     | 265 |
| Neuroscience & Behavior          | 397 |
| Oncology                         | 220 |
| Social Sciences & Public Health  | 275 |
| Surgery                          | 180 |

## 外部連結
- Official website （页面存档备份，存于）
- Tulane Medical Center （页面存档备份，存于）
- 杜兰大学中国学生学者联合会 （页面存档备份，存于） (Tulane Chinese Students and Scholars Association, TCSSA) （英文）/（简体中文）
- 杜兰大学中国学生学者联合会，存于 (Tulane Chinese Students and Scholars Association, TCSSA) （英文）/（简体中文）